# Tan Thol
Tan Thol (Khmer តាន់ ថុល; * 2. April 1941) ist ein ehemaliger kambodschanischer Radrennfahrer.

## Sportliche Laufbahn
Thol war im Bahnradsport aktiv. Er war Teilnehmer der Olympischen Sommerspiele 1964 in Tokio. Im 1000-Meter-Zeitfahren wurde er beim Sieg von Patrick Sercu als 22. klassiert. Er startete auch im Sprint und scheiterte im Vorlauf an Daniel Morelon. Über sein weiteres Leben und sportlichen Erfolge ist nichts bekannt. Er gehörte zu den ersten Radsportlern seines Landes, die an Olympischen Spielen teilnahmen.